# Kazuo Murota
Kazuo Murota (japanisch 一雄 室田; * 1955 in Japan) ist ein japanischer Mathematiker.
Murota studierte Ingenieurmathematik an der Universität Tokio mit dem Master-Abschluss 1980 und der Promotion als Ingenieur 1983 (2002 erhielt er einen D.Sc. der Universität Kyoto). 1983 wurde er Dozent am Institut für sozioökonomische Planung der Universität Tsukuba, 1986 Assistenzprofessor in der Abteilung Ingenieursmathematik der Universität Tokio, 1992 Assistenzprofessor am RIMS der Universität Kyōto, an dem er 1994 Professor wurde. 2002 wurde er Professor in der Abteilung mathematische Informatik der Universität Tokio und 2015 Professor in der Schule für Betriebswirtschaft der Tokyo Metropolitan University. 2016 wurde er an der Universität Tokio, 2019 an der Universität Kyoto und 2021 an der Tokyo Metropolitan University emeritiert (blieb dort aber Distinguished Leading Researcher).
Er war 1988/89 und 1994/95 Gastwissenschaftler am Institut für Diskrete Mathematik der Universität Bonn und 2001 Gastprofessor an der Universität Grenoble. 
Er befasst sich mit mathematischen Methoden im Ingenieurswesen, speziell im Bereich diskrete Mathematik (kombinatorische Optimierung auf Matroiden und ähnlichen Strukturen, kombinatorischer Matrixtheorie), mit numerischer Analysis, Bifurkationstheorie und gruppentheoretischen Methoden in der technischen Mechanik.
2021 erhielt er den Kondo-Preis und 2014 den Achievement Award der Operations Research Society of Japan, 2020 den Achievement Award der Japan Society for Industrial and Applied Mathematics und 2005 den Inoue-Preis.

## Schriften (Auswahl)
Bücher:
- Systems Analysis by Graphs and Matroids, Springer 1987
- Matrices and Matroids for Systems Analysis, Springer 2000, 2010
- mit Kiyohiro Ikea: Imperfect Bifurcation in Structures and Materials: Engineering Use of Group-Theoretic Bifurcation Theory, Springer 2002, 3. Auflage 2019
- Discrete Convex Analysis, SIAM 2003
- mit Kiyohiro Ikeda: Bifurcation Theory for Hexagonal Agglomeration in Economic Geography, Springer 2014
- mit Kiyohiro Ikeda: Bifurcation and Buckling in Structures, CRC Press 2022